# Montreux Jazz Festival
Het Montreux Jazz Festival is een jaarlijks terugkerend muziekfestival in het Zwitserse kanton Vaud. Het festival wordt sinds 2013 geleid door Mathieu Jaton.

## Geschiedenis
Het festival werd in 1967 opgericht door cultuurmanager Claude Nobs, de journalist René Langel en de pianist Géo Voumard. Onder leiding van Nobs, de voormalige plaatsvervangend directeur van de toeristenvereniging van Montreux, ontwikkelde het Montreux Jazz Festival zich tot een van de bekendste muziekfestivals in Europa. Nobs leidde het festival tot aan zijn overlijden in 2013.
Jazzmuzikanten als Les McCann, Ella Fitzgerald, Aretha Franklin, Nina Simone, Count Basie, Charles Lloyd (wiens kwartet met Keith Jarrett, Cecil McBee en Jack DeJohnette in 1967 op het eerste festival speelde), Art Blakey, Dexter Gordon, Oscar Peterson, Monty Alexander, Herbie Hancock, Lionel Hampton, Lester Bowie, Wynton Marsalis, Randy Brecker, Carmen McRae, Pat Metheny, Pasadena Roof Orchestra, Gil Evans (1974), Keith Jarrett e.a. maakten vele zomers een reis naar hun - vaak enige Europese - optreden in Montreux.
De naam duidde weliswaar op het programmatische zwaartepunt jazz, maar traden er ook vroeg muzikanten op pop, rock en andere genres. Op de artiestenlijst van het festival stonden muzikanten als Marianne Faithfull, Led Zeppelin, Frank Zappa, Queens of the Stone Age, Simon & Garfunkel, Mike Oldfield, Sonic Youth, Jethro Tull, Carlos Santana, Phil Collins, Audioslave, Peter Tosh, Roberta Flack, Leonard Cohen, Ofra Haza, James Brown, John Lee Hooker, Paolo Conte, Nina Corti, Etta James, Johnny Cash, Van Morrison, Marvin Gaye, George Benson, Keziah Jones, Stevie Ray Vaughan, Rory Gallagher, Albert King, Deep Purple, Prince, Muse, Radiohead, Simply Red, Talk Talk, Ray Charles, Toto, Miss Kittin, The Busters, Herbert Grönemeyer, The Hacker, Earth Nation, B-Zet, Ismaël Lô, João Bosco en The Moody Blues.
Norman Granz zette in de jaren 1970 zijn vroege successen voort met de reeks Jazz at the Philharmonic met de organisatie van Jazz at Montreux-concerten in jamsessie-stijl, met onder andere Count Basie, Ella Fitzgerald, Oscar Peterson, Milt Jackson, Roy Eldridge, Benny Carter, Mary Lou Williams, Ray Bryant en Ray Brown.
Inmiddels komen internationale jazz-, rock- en popgrootheden en regionale en plaatselijke muzikanten naar het officiële festivalprogramma en naar het omvangrijke Off-Festival op de in totaal zeventien podia, waaronder het Auditorium Stravinski en de Miles Davis Hall. 
Het eerste festival duurde slechts drie dagen. Het breidde zich jaarlijks uit, totdat het in 1977 zijn recordduur van 23 dagen bereikte. Intussen staat het programma, dat jaarlijks meer dan 200.000 bezoekers naar Montreux lokt, op ongeveer 16 dagen.
In 2006 ontwierp de schilder Burton Morris de officiële festivalposters. Het openingsconcert van het jazzfestival op 30 juni 2006 was een eerbetoon aan de Turkse jazzproducent Nesuhi Ertegün en zijn broer, de oprichter van Atlantic Records, Ahmet Ertegün. In 1980 en 1981 was er een uitwisseling met het Detroit International Jazz Festival, toentertijd Montreux Detroit Jazz Festival genoemd.

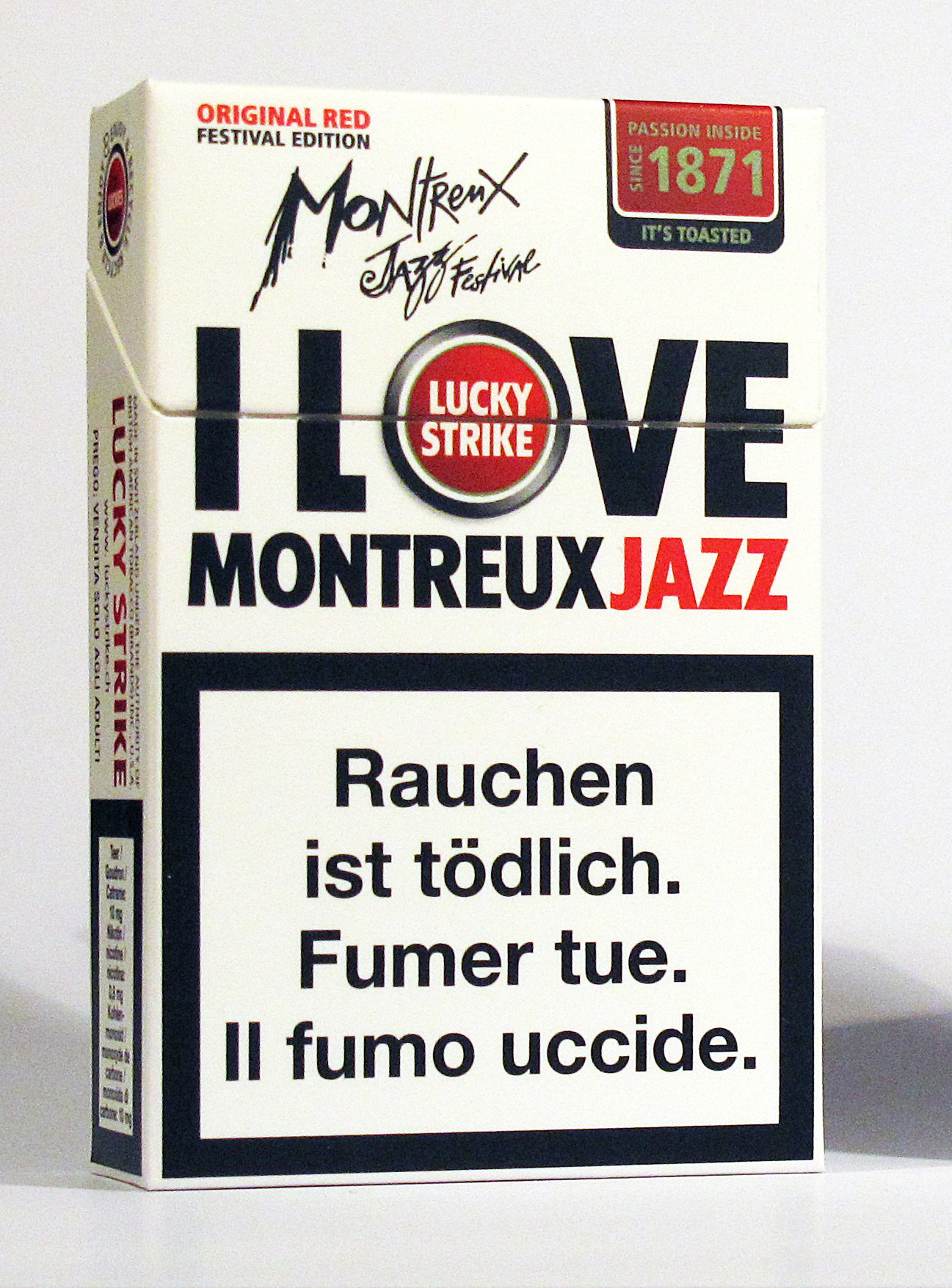
Sponsoring van festival de jazz de Montreux bij British American Tobacco in 2012.

De charme van het door critici af en toe als supermarkt gekenschetste programma ligt in de onuitputtelijkheid en parallelliteit van jazz, pop, rock en wereldmuziek, in het bijzonder uit Brazilië. De tegenover de uitgevoerde muziek grotere vrijheid tijdens liveoptredens in Montreux en het verbindende communicatieplezier van festivalleider Claude Nobs verleidden ook af en toe sterren tot muzikale grensoverschrijdende en stijlbepalende jamsessies. Enkele zijn gedocumenteerd op plaatopnamen zoals Casino Light – Live at Montreux (Warner Bros. Records, 1982) en schreven muziekgeschiedenis, zoals de samen van Queen en David Bowie tijdens een jamsessie ontstane song Under Pressure.

## In Montreux gemaakte opnamen
Meerdere concerten van het Montreux Jazz Festival worden in volle lengte geregistreerd. Daaruit is een geluids- en filmarchief ontstaan, dat opnamen van meer dan 4000 bands bevat, die in de laatste 40 jaar in Montreux hebben opgetreden. Deze verzameling van audio- en videobanden werd in 2013 opgenomen in de werelddocumentenerfenis. 
- 1968: Bill Evans Trio, At the Montreux Jazz Festival, Verve (Montreux 1968)
- 1969: Clark Terry International Festival Band At the Montreux Jazz Festival, Polydor (Montreux 1969)
- 1969, 2004: Les McCann, Eddie Harris, Swiss Movement (Montreux 1969, met hun hit Compared to What) en Les McCann Live at Montreux 2004
- 1976: Monty Alexander Trio, Montreux Alexander – Live! (MPS/Verve)
- 1976: Oscar Peterson, The Oscar Peterson Big 6 at Montreux Pablo (van het 1975 festival)
- ders., Montreux ’77 (met Ray Brown, Niels-Henning Ørsted Pedersen)
- 1979: Elis Regina: Um Dia – Live at Montreux Jazz Festival
- 1982: Chick Corea, Live in Montreux 1981 (met Joe Henderson, Roy Haynes, Gary Peacock)
- 1982: Charles Lloyd, Montreux 1982 (met Michel Petrucciani, Palle Danielsson, Sonship Theus)
- 1982: Mink DeVille, Live at Montreux 1982, DVD
- 1983: Caetano Veloso, João Bosco & Ney Matogrosso, Brazil Night - Ao vivo em Montreux 1983
- 1985: Miles Davis, Human Nature (Montreux 1985)
- 1988: João Gilberto, Live in Montreux (Grammy)
- 1991: Miles Davis, Quincy Jones At Montreux 1991, Warner (met zijn oude Gil Evans-successen en diens orkest, twee maanden voor het overlijden van Davis) (ook als film, Warner Brothers 1993 en The complete Miles Davis at Montreux 1973–1991, Warner)
- 1997: Chick Corea, Gary Burton, Live at Montreux 1997, DVD, Edel Records
- ????: die Reihe Norman Granz’ Jazz at Montreux, een reeks van acht DVD's bei Eagle Records/Edel Contraire (Oscar Peterson, Ella Fitzgerald, Count Basie e.a.)
- 1994: Willy DeVille, Live at Montreux 1994, DVD
- 1995: The Busters, Live in Montreux
- 2007: Jamiroquai, Live at Montreux 2003, DVD
- 2009: Status Quo, Pictures – Live at Montreux, DVD/Blu-ray
- 1993: B. B. King, Live at Montreux 1993, DVD
- 1999: B. B. King, The Montreux Dream & B.B. King- Montreux Workshop, DVD
- 2008: Talk Talk, Live at Montreux 1986, DVD
- 1990: Gary Moore, Gary Moore & The Midnight Blues Band – Live at Montreux, DVD
- ????: Gary Moore, The Definitive Montreux Collection: Live at Montreux (2 DVD's, concerten van 1990, 1995, 1997, 1999 und 2001)
- ????: Rory Gallagher, The Definitive Montreux Collection: Live at Montreux (2 DVD's, concerten van 1975, 1977, 1979, 1985 und 1994)
- 2004: Phil Collins, Live at Montreux, Blu-ray
- 2011: Deep Purple, Live in Montreux, DVD
- 2011: Santana, Live in Montreux, DVD
- 2012: Herbert Grönemeyer, Live in Montreux, DVD
- 2012: Alanis Morissette, Live in Montreux, Blu-ray
- 2013: ZZ Top, Live in Montreux, Blu-ray
- 2022: The Smile, Live at Montreux Jazz Festival July 2022